# Flayosc
Flayosc är en kommun i departementet Var i regionen Provence-Alpes-Côte d'Azur i sydöstra Frankrike. Kommunen ligger i kantonen Draguignan som tillhör arrondissementet Draguignan. År 2022 hade Flayosc 4 514 invånare.

## Befolkningsutveckling
Antalet invånare i kommunen Flayosc
| Referens: INSEE |